# Ingelstrup Kapel
Ingelstrup Kapel blev i 1892 bygget som filialkirke til Sædder Kirke. Kirken er uden tårn, har fladt loft og 60 siddepladser. Kapellet er bygget og hovedsagelig bekostet af justitsråd J.H.Lund, Tågerupgård, Terslev, fordi han syntes der var for langt til kirken i Sædder. Folkeviddet har døbt kapellet "Lunds Domkirke". Det er et lille langhus med kamtakgavle, hvoraf den mod vest har korsblænding over et cirkelvindue. Byggesummen var anslået til 5.000 kr., og Vallø Stift skænkede efter ansøgning fra beboerne et beløb på 1.000 kr., hvoraf renterne, 5 %, skal bruges til hjælp til vedligeholdelsen. I 1949 kom en klokke i egetræsstabel til. Kapellet betjenes af præsten i Sædder. På den lille kirkegård er bygherren begravet – død 1919. I 1920'erne hed præsten P. Dahl. Han var i en periode kirke- og kulturminister under Thorvald Stauning. Fra den tid stammer det flotte alterbillede i det lille kapel: et fransk maleri fra 1700 tallet af Jesus som 12årig i Templet i Jerusalem, udlånt på ubestemt tid fra Statens Museum for Kunst.

## Eksterne kilder og henvisninger
- www.saedderkirke.dk – med flere
- Ingelstrup Kapel på KortTilKirken.dk